# Delnice-Schanzen
Die Delnice-Schanzen in Delnice bestehen aus mehreren Skisprungschanzen. Zur Anlage gehören derzeit eine kleine Schanze der Kategorie K 25 und eine Mittelschanze der Kategorie K 70. Das Stadion wird auch für kulturelle Veranstaltungen genutzt, außerdem findet jährlich ein Springen der örtlichen Karnevalsvereine statt.
Im Jahr 1935 wurde die erste Schanze beim Japlenški Vrh gebaut. Am 7. März 1948 wurde die K 45-Schanze eingeweiht und später zu einer K 60-Schanze umgebaut. Die Schanze wurde zwischen 1980 und 2006 nicht benutzt. Am 1. März 2006 wurde ein Springen veranstaltet, das von etwa 2000 Zuschauern besucht wurde. Dabei wurde der alte, von Bogdan Norčič aufgestellte Schanzenrekord von 70,5 Meter auf 72,5 Meter verbessert.
Im Jahr 2007 entstand die Idee zur Errichtung eines Zentrums für nordischen Skisport in Delnice ("Nordijski centar Delnice"). Neben dem Bau von Langlaufloipen umfassen diese Pläne auch den Ausbau der Schanzenanlage. In einer ersten Phase sollen drei kleinere Mattenschanzen (K 8, K 15 und K 30) errichtet werden, in einer späteren zweiten Phase soll der Bau einer K 40-Schanze sowie der Umbau der bestehenden K 70-Schanze in eine 85 Meter-Schanze erfolgen.
Im Jahr 2008 wurden die Baupläne ausgearbeitet, Ende 2010 wurde die Baubewilligung erteilt. 
Im Jahr 2012 wurde zunächst die Finanzierung für den Bau der beiden kleinsten Schanzen gesichert: die Gespanschaft Primorje-Gorski kotar steuert 200.000 Kuna bei, während die Stadt Delnice das Projekt mit 150.000 Kuna finanziert. Die Gesamtkosten für die Errichtung aller drei kleinen Schanzen wurden mit 564.000 Kuna (netto) angegeben.
Die Bauarbeiten konnten somit in Angriff genommen werden, und als erster Schritt wurde das Material für den Mattenbelag erworben. Die Pläne für die Errichtung der K 30-Schanze wurden 2012 vorerst verschoben, da sich der Grund, auf dem der Auslauf errichtet werden soll, im Besitz der kroatischen Forste befindet und somit erst eine Klärung der Grundeigentums-Verhältnisse erforderlich ist.